# 大阪府道182号柏村南本町線
大阪府道182号柏村南本町線（おおさかふどう182ごう かしむらみなみほんまちせん）は、大阪府八尾市を通る一般府道である。

## 概要
八尾市柏村町4丁目から八尾市八尾木1丁目に至る。

### 路線データ
- 起点：大阪府八尾市柏村町4丁目（柏村橋交差点、大阪府道15号八尾茨木線交点）
- 終点：大阪府八尾市八尾木1丁目（八尾木西交差点、大阪府道174号八尾道明寺線交点）
- 総延長：1.8 km

## 路線状況

### 通称
- 恩智街道

## 地理

### 通過する自治体
- 大阪府
  - 八尾市

### 交差する道路
| 交差する道路              | 交差する場所 | 交差する場所          |
| ------------------------- | ------------ | --------------------- |
| 大阪府道15号八尾茨木線    | 柏村町4丁目  | 柏村橋交差点 / 起点   |
| 大阪府道174号八尾道明寺線 | 八尾木1丁目  | 八尾木西交差点 / 終点 |

### 沿線
- 近鉄大阪線 恩智駅
- 八尾市立曙川南中学校
- 八尾警察署 八尾木交番
- 八尾市立高美南小学校
- 南本町第一公園
- 安中診療所